# Iglesia de San Esteban (Fuenlabrada)
La iglesia parroquial de San Esteban Protomártir es un templo católico de Fuenlabrada (Comunidad de Madrid, España). Está situada en la plaza de Francisco Escolar, en el casco antiguo, y es la iglesia más antigua de la localidad.

## Historia
Debido a la desaparición del archivo parroquial en un incendio, no es posible saber con exactitud la fecha de construcción de la iglesia. Sin embargo, la iglesia de san Esteban de Fuenlabrada ya aparece citada en el manuscrito de 1427 de las visitaciones del clérigo Martín Sánchez a las iglesias del Arciprestazgo de Madrid, por lo que la existencia de un templo en esa localización debe ser anterior a esa fecha. A lo largo de su historia, la parroquia ha ido sufriendo diversas y profundas remodelaciones. Los restos más antiguos que aún se conservan son de la primera mitad del siglo XVI, y corresponden al ábside y a los altos contrafuertes. El edificio se fue reformando y completando durante el siglo XVII hasta adquirir su conformación definitiva, y en los siglos XVIII y XIX se realizaron algunos trabajos puntuales. Durante la Guerra Civil, la explosión de un polvorín en el centro de la localidad provocó graves destrozos en la iglesia, especialmente en la fachada principal y parte de la nave. En 1945 comenzaron los trabajos de reconstrucción, a los que debe en gran parte su fisionomía actual. En esos años se levantó la torre actual, se construyó un nuevo altar para el Cristo de la Misericordia, y se consiguieron nuevas tallas para reemplazar las que habían sido destruidas. Finalmente, la iglesia fue reinaugurada por el arzobispo Casimiro Morcillo el 12 de mayo de 1950.
En su interior destaca el retablo del altar mayor, fechado hacia 1707 y atribuido a José de Churriguera. En la parte central del retablo se sitúa un lienzo atribuido al pintor Claudio Coello.

## El edificio

Planta de la iglesia

El templo presenta una planta en cruz latina, con un transepto muy corto y un ábside semioctogonal. La nave principal está cubierta por una bóveda de cañón. El retablo del altar mayor es de madera dorada y policromada, realizado con pan de oro. Aunque no se ha podido documentar su autoría, su construcción se atribuye a José de Churriguera, y se puede fechar hacia 1707, ejecutado después del retablo de la iglesia de San Salvador en la vecina localidad de Leganés (1701-1707). En los laterales del altar se encuentran dos tallas de excelente factura, que representan a san Isidro Labrador y a san José, y que fueron de las pocas que se consiguieron salvar del incendio durante la Guerra Civil. En la parte central del retablo se sitúa un óleo que representa el Martirio de san Esteban, y cuya autoría se atribuye a Claudio Coello o a alguno de sus alumnos. Entre los retablos menores, cabe mencionar los altares de san Ildefonso y de santa María del Carmen, obras de Sebastián de Benavente de entre 1645 y 1655. Años más tarde, los discípulos de Benavente realizarían el altar del Descendimiento. El resto de los retablos datan en su mayoría de principios del XVIII.